# Kalinko

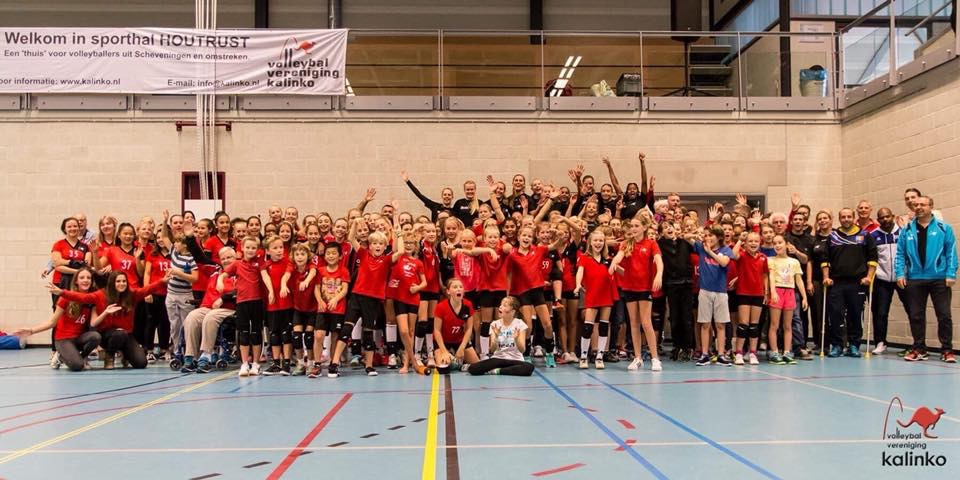
Volleybalvereniging Kalinko Scheveningen

Kalinko is een volleybalvereniging en heeft haar huidige basis in Sportpark Houtrust op de grens van stadsdeel Scheveningen en Segbroek (Den Haag)
Met ruim vijfhonderd leden is het de grootste volleybalvereniging in de Haagse regio.

## Geschiedenis
Volleybalvereniging Kalinko (Kangaroos-Lindoduin Kombinatie) is in 1971 ontstaan uit een fusie tussen Volleybalverenigingen Lindoduin (VVL) en The Kangaroos. 
Sporthal Lindoduin werd na de bouw, halverwege de zestiger jaren, verhuurd aan diverse verenigingen en wijkorganisaties. Vanuit een van die organisaties is in 1967 de Volleybalvereniging Lindoduin (VVL) opgericht. Volleybalvereniging The Kangaroos is in augustus 1968 opgericht vanuit een sterk schoolteam van het Haagse Aloysius College (AC).

## Sportieve prestaties
In het seizoen 2025-2026 spelen de hoogste dames- en herenteams in de eerste divisie.

## Sporthal Houtrust
Volleybalvereniging  Kalinko heeft sinds 2006 haar thuis in Sporthal Houtrust, gelegen op Sportpark Houtrust aan de Laan van Poot in Den Haag, ooit de locatie van de Houtrusthallen. Behalve van Sporthal Houtrust maakt Kalinko voor trainingen en, in mindere mate, voor wedstrijden gebruik van sporthal Gaslaan.